# Base Bellingshausen
La Base Bellingshausen (en rus: Беллинсгаузен) és una base antàrtica permanent. Rep el seu nom en honor del mariner rus, Faddey Faddeevich Bellingshausen. Es troba a la badia Fildes (Maxwell), península Fildes, a la part oest de l'illa Rei Jordi, Illes Shetland del Sud.
Les seves coordenades geográficques són: 62° 11′ 47″ S, 58° 57′ 39″ O / 62.19639°S,58.96083°O i es troba a 15,8 msnm, a 100 metres del mar i només a 100 metres a l'est de la base xilena President Eduardo Frei, en un terreny que està lliure de gel permanent.
La base va ser inaugurada, en època de la Unió Soviètica, el 22 de febrer de 1968, i des d'aleshores opera de manera continuada.
La seva població màxima, a l'estiu, és d'unes 38 personas i a l'hivern d'unes 25. Prop de la base es troba l'església ortodoxa russa de la Santa Trinitat, l'església ortodoxa més gran de l'Antàrtida. La base ocupa una àrea total de 800 x 600 m, compta amb 14 edificacions o mòduls, amb una zona total construïda de 25.236 m², 324 m² dels quals són habitacionals.
Els estudis científics que s'hi fan són de monotoritzar dades ambientalsl, geodèsia i cartografia (des de 1970), observacions geomagnètiques (des de 1969), glaciologia continental (des de 1969), glaciologia del gel marí (des de 1968), biologia humana (des de 1968), observacions ionosfèriques i d'aurores polars (des de 1978), observacions meteorològiques (des de 1968), geologia i geofísica en terreny i biologia terrestre.
La base es troba en una zona relativament càlida d el'Antàrtida: la temperatura mitjana d'agost (el mes més fred) és de -6,8°С, i la del mes més càlid (febrer) és de +1,1°С. Per això els residents russos, humorísticament, han donat a la base Bellingshausen el sobrenom de kurort (en rus: курорт): que significa base termal.